# Дървесни чинки
Дървесните чинки (Camarhynchus) са род птици от семейство Тангарови ендемични за Галапагоските острови. Понякога родът е класифициран към разред Овесаркови. Родът включва следните видове:
- Camarhynchus (Platyspiza) crassirostris – Плодоядна чинка, дебелоклюна чинка
- Camarhynchus psittacula – Голяма дървесна чинка, папагалова чинка
- Camarhynchus pauper – Средна дървесна чинка
- Camarhynchus parvulus – Малка дървесна чинка
- Camarhynchus [Cactospiza] pallidus – Кълвачева чинка
- Camarhynchus heliobates – Мангрова чинка